# Exechiopsis kaszabi
Exechiopsis kaszabi är en tvåvingeart som beskrevs av Lastovka och Loïc Matile 1974. Exechiopsis kaszabi ingår i släktet Exechiopsis och familjen svampmyggor. Inga underarter finns listade i Catalogue of Life.